# Tudelle
Tudelle (gaskognisch:Tudèla) ist eine französische Gemeinde mit 56 Einwohnern (Stand 1. Januar 2022) im Département Gers in der Region Okzitanien (bis 2015 Midi-Pyrénées); sie gehört zum Arrondissement Auch und zum Gemeindeverband Artagnan de Fezensac. Die Bewohner nennen sich Tudellois/Tudelloises.

## Geografie
Tudelle liegt rund 24 Kilometer westnordwestlich von Auch im Zentrum des Départements Gers. Die Guiroue bildet die östliche Gemeindegrenze von Tudelle. Nachbargemeinden sind Roquebrune im Nordwesten, Norden und Nordosten, Bazian im Osten, Cazaux-d’Anglès im Süden sowie Belmont im Südwesten.

## Geschichte
Im Mittelalter lag Tudelle in der historischen Landschaft Gascogne und teilte dessen Schicksal. Tudelle gehörte von 1793 bis 1801 zum District Auch. Seit 1801 ist Tudelle dem Arrondissement Auch zugeteilt und gehörte von 1793 bis 2015 zum Wahlkreis (Kanton) Vic-Fezensac (ursprünglich Kanton Vic-sur-Losse genannt).

## Bevölkerungsentwicklung
Die Einwohnerentwicklung ist typisch für eine französische Landgemeinde. Normal sind die Entwicklungen zwischen 1800 und 1821 mit einem starken Wachstum und die folgende starke Landflucht. Allerdings wuchs die Anzahl Einwohner nach 1921 wieder stark und erreichte 1946 einen Höchststand seit 1911. Zwischen 1954 und 1968 gab es eine weitere Abwanderungswelle. Seit 1990 hat sich die Bevölkerungszahl bei etwa 60 bis 70 Personen stabilisiert.
| Jahr                       | 1962 | 1968 | 1975 | 1982 | 1990 | 1999 | 2006 | 2011 | 2020 |
| Einwohner                  | 69   | 55   | 57   | 55   | 52   | 63   | 68   | 60   | 54   |
| Quellen: Cassini und INSEE |      |      |      |      |      |      |      |      |      |